# Деревянная книга (Прокофьев)
«Деревянная книга» — альбом автографов, изготовленный по заказу композитора С. С. Прокофьева, в который он собирал ответы выдающихся людей, друзей и знакомых на выбранный им вопрос: «Что вы думаете о солнце?». Книга представляет интерес для характеристики личности композитора, его окружения и известных деятелей культуры, с которыми он общался. Оригинал книги был передан и хранился в Российском государственном архиве литературы и искусства, а в 2009 году было осуществлено факсимильное и обычное типографское издание книги.

## История

### Создание
Оригинальная «Деревянная книга» представляет собой альбом (блокнот) с обложкой из двух деревянных дощечек, скреплённых гвоздями, с корешком из кожи, латунной застёжкой и французской бумагой высокого качества. В ней оставили 48 автографов известные люди и друзья С. С. Прокофьева. Книга была изготовлена по его специальному заказу весной 1916 года. Историю создания «Деревянной книги» композитор описал в своём «Дневнике», в котором она неоднократно упоминается. Согласно записи от 2 марта 1916 года, ещё летом, когда Прокофьев вместе с арфисткой Э. А. Дамской находился в поезде на пути в Сестрорецк, им пришло в голову, что если бы композитор собирал автографы «великих и интересных людей», то в таком случае мог бы получиться «замечательный альбом». Прокофьев решил создать оригинальный альбом, не похожий на распространённые образцы, и не ограничиваться традиционными темами, из-за которых известные люди будут раздумывать «Ах, что же ему, чёрт бы его драл, написать?» Решив для себя, что было бы интересно задавать лишь один вопрос, Прокофьев, в конечном итоге, придумал интересоваться о солнце:
А теперь мне вопрос явился: что вы думаете о солнце? Прекрасно! Особенно при обнаружившемся у меня в последнее время тяготении к нему. И как все эти „кавалеры Деревянной книги“ будут застигнуты этим вопросом врасплох, но вместе с тем — какое поле для ответов!
Элеонора взялась за заказ самой книги и за контроль её изготовления. Композитор подчеркнул, что книга не должна быть «альбомом институтки», и указал, что ей следует иметь переплёт из двух простых досок с корешком из грубой чёрной кожи, скреплённой простыми гвоздями, с железной застёжкой размером с рублёвую банкноту. По его словам: «сопоставление внешней грубости и драгоценности автографов привлекало пикантностью». Просить вносить записи в эту книгу Прокофьев намеревался у «знаменитых людей и от людей играющих роль в моей жизни». При выполнении заказа Элеонора жаловалась, что ни один хороший книжный мастер не решается делать такую «грубость», тем более что бумага внутри книги была очень высокого качества. Когда книга была изготовлена и Прокофьев её увидел, то был несколько разочарован результатом, так как оформление не вполне соответствовало тому, что он первоначально задумал: «она была слишком элегантна, „мужик в шёлковых чулках“, но была оригинальна и изящна, и главное — деревянная».

### Прокофьев и солнце
Показателен сам вопрос, который выбрал Прокофьев, так как его часто называют «солнечным композитором», а его творчество солнечным, светлым, ярким, оптимистичным и жизнеутверждающим. Д. Б. Кабалевский в предисловии к «Автобиографии» Прокофьева писал, что последний — это «восторженный певец, жизни, солнца и молодости, он дал людям растревоженного, сурового и жестокого XX века ту радость и свет, которых им часто недостаёт», а его музыка имеет «мужественный, оптимистичный и благородный характер». В своём творчестве композитор неоднократно обращался к образу солнца. Биограф композитора М. И. Нестьева заметила в своей книге «Сергей Прокофьев. Солнечный гений», что при выборе темы для вопроса альбома, видимо, свою роль сыграли «сонцовские гены» Прокофьева. Дело в том, что будущий композитор родился в 1891 году в украинском селе Сонцовка Екатеринославской губернии, природа которой на всю жизнь «одарила его энергией великого светила; и подобно тому, как лес, одевшись жёлтой листвой, словно отдаёт осенью накопленное за лето тепло, Прокофьев, заряжённый мощными золотыми лучами, всю жизнь освещал ими свою музыку». Интересно, что в апреле 1918 года, во время генеральной репетиции и перед началом премьеры «Классической симфонии» в зале Певческой капеллы в Петрограде произошёл необычный случай, связанный с солнцем, о чём композитор записал в дневнике: «Когда я стал за пульт, то из верхнего окна луч солнца упал мне на голову. У меня пошли лиловые круги в глазах, но мой поклон говорил, что это было приветствие солнца солнечной симфонии и мне. Об этом и автограф Черепнина в мою деревянную книгу». 21 апреля, в день премьеры, эта ситуация повторилась и композитор отметил своё впечатление: «Опять солнечный луч. Это удивительно! Фантастика!»

### Автографы
Первая запись была сделана 9 марта 1916 года, когда, после нескольких просьб, в этом альбоме расписался близкий друг композитора и его партнёр по шахматам Борис Демчинский. В начале августа 1917 года в Кисловодске Прокофьев случайно встретил К. Д. Бальмонта с женой. Начиная с 1915 года, на протяжении полутора десятилетий, композитора и поэта связывали тесные дружеские и творческие отношения (хор «Белый лебедь», романс «Есть другие планеты…», вокальные циклы «Пять стихотворений» и «Пять стихотворений Константина Бальмонта», фортепианные миниатюры «Мимолётности», кантата «Семеро их» и др.), они посвящали друг другу свои произведения, проводили совместные концерты и вечера. При встрече на Кавказе композитор обсуждал с поэтом свою будущую кантату «Семеро их» и исполнял «Мимолётности», а 9 августа Бальмонт записал в «Деревянную книгу» сонет «Ребёнку богов, Прокофьеву», в начале которого образно обращается к композитору: «Ты солнечный богач. Ты пьёшь, как мёд, закат». В конце марта 1918 года, находясь в Москве, перед отбытием в США, композитор сближается с футуристами, среди которых ему прежде всего интересен В. В. Маяковский. Прокофьев вспоминал, что с поэтом он был знаком уже год, ещё по его выступлению в Петрограде, которое произвело на него сильное впечатление: «Теперь знакомство углубилось, я довольно много играл ему, он читал стихи и на прощание подарил свою „Войну и мир“ с надписью: „Председателю земного шара от секции музыки — председатель земного шара от секции поэзии, Прокофьеву Маяковский“». Тогда же, 22 марта, после выступления в «Кафе поэтов», поэт записал в альбом Прокофьева отрывок из своей поэмы «Облако в штанах»:
От вас,
которые влюблённостью мокли,
от которых в столетья слеза лилась,
уйду я,
солнце моноклем

вставлю в широко растопыренный глаз!
В течение пяти лет со дня первой записи в этой книге расписались также: Ф. И. Шаляпин, И. Ф. Стравинский, Б. И. Анисфельд, К. С. Петров-Водкин, Тэффи, А. Г. Достоевская, Д. Д. Бурлюк, А. М. Ремизов, М. М. Пришвин, А. А. Алёхин, Капабланка, М. Ф. Ларионов, А. Е. Яковлев, Н. С. Гончарова, Н. Я. Мясковский, Р. М. Глиэр, А. Р. Больм, А. Рубинштейн и другие. 8 марта 1921 года Евсей Белоусов оставил автограф на последней странице, и на этом альбом был закончен. Позже книга была передана в Российский государственный архив литературы и искусства.

## Издания
Первое полное издание «Деревянной книги» вышло в свет в 2009 году, оно было осуществлено при участии наследников композитора в виде типографского факсимильного воспроизведения (300 экземпляров — факсимильный вариант и 1700 обычный). Это издание содержит приложение на четырёх языках (русском, английском, французском, немецком), а также включает в себя историю создания книги Прокофьева, расшифровку автографов, аннотированный указатель имён. В том же году вышло в свет своеобразное дополнение к «Деревянной книге», подготовленное Станиславом Прокофьевым, представляющее собой комментарий к факсимильному изданию и состоящее из собрания фрагментов из дневника Сергея Прокофьева за 1907—1933 годы. В этих записях композитора упоминаются творческие люди и его знакомые, оставившие свои автографы в «Деревянной книге».